# Carl Samuel Held
Carl Samuel Held (* 14. Mai 1766 in Breslau; † 4. Oktober 1845 in Danzig) war ein deutscher Architekt und preußischer Baubeamter.
Carl Samuel Held begann 1778 als Eleve bei Carl Gotthard Langhans in Breslau und wirkte u. a. schon 1782 an dessen Schauspielhaus Breslau mit. Er begleitete Langhans 1886 nach Berlin an das neu gegründete Oberhofbauamt, wo er vorwiegend an der Ausführung von Langhans-Entwürfen tätig war, so zusammen mit Georg Friedrich Boumann 1787/88 beim Umbau des Opernhauses und 1789/90 beim Bau des Turms der Marienkirche. 1787–1789 führte er den Bau des Anatomischen Theaters der Tierarzneischule aus. Am 1. April 1794 erhielt er eine Anstellung als Stadtbaumeister und Ratsassessor von Danzig, die er am 1. Juni antrat. 1799–1801 wurde nach seinen Plänen das Theater am Kohlenmarkt errichtet (im Zweiten Weltkrieg zerstört, Ruine 1957 abgebrochen). 1807 leitete er den Bau der Verteidigungsanlagen beim Heranrücken Napoleons, ab 1814 unterstand ihm der Wiederaufbau der weitgehend zerstörten Stadt. Im Frühjahr 1834 trat er in den Ruhestand.